# Stephenia regalis
Stephenia regalis is een vlinder uit de familie van de Nymphalidae. De wetenschappelijke naam van de soort is voor het eerst gepubliceerd in 1893 door Charles Oberthür.
De soort komt voor in Zuidoost-Kenia en Noord-Tanzania.